# Blod och andra band
Blod och andra band var en vandringsutställning som producerades av kulturhuset Mångkulturellt centrum och den statliga myndigheten Riksutställningar.  Den fullständiga titeln var: Blod och andra band. Om identitet, tillhörighet och konsten att vara människa. Blod och andra band var ett exempel på Riksutställningars mångsidiga-flexibla utställningar och bestod av två delar som riktade sig till ungdomar och vuxna. Utställningen visades på ett 20-tal orter i Sverige mellan åren 2004 och 2006.

## Bakgrund
Utställningsprojektet Blod och andra band startade i januari 2002. Mångkulturellt centrum, MKC, kontaktade då Riksutställningar för att fråga om myndigheten ville samarbeta för att producera en vandringsutställning på temat blod. Mångkulturellt centrum i Fittja, Botkyrka, beskrevs vid tidpunkten som ett forum för forskning, kunskaps- och erfarenhetsutbyte kring migration och social och kulturell mångfald. Riksutställningar hade med statliga medel producerat vandringsutställningar som turnerat i Sverige och internationellt sedan 1965.
Under 2002 träffade Riksutställningars utställningschef MKC:s projektledare Helena Herlitz och utställningsformgivare Filippa S. Karlsson, för att diskutera hur ett samarbete kunde se ut. Resultatet skulle leda till premiärvisning av Blod och andra band i samband med invigningen av MKC:s nya utställningshall 5 april 2003.

## Tema
Grundtemat var – som titeln antyder – blod, en förenande faktor mellan alla människor oavsett land eller kultur. Utställningen fokuserade också på andra typer av band, förutom blod, som förenar mänskligheten. Enligt projektbeskrivningen var utställningens idé:
Projektet Blod och andra band gestaltar sociala och kulturella föreställningar kring blod och blodsrelaterade fenomen. Blod är en biologisk förutsätting för att vi ska kunna leva. Utan blod inget liv. Men för att vi ska kunna leva behöver vi också sociala relationer. En röd tråd är spänningen mellan natur och kultur, tillhörighet och utanförskap.

## Produktion
Blod och andra band var ett exempel på mångsidiga eller flexibla utställningar från myndigheten Riksutställningar. Mångsidigheten uppnåddes genom att två versioner av utställningen tillverkades, en stor och en liten. Den mindre produktionen placerades i tre utställningsmoduler som hade formen av små torn, som kallades för ”satelliterna”. Satellitutställningen skulle fungera både som fristående och i relation till huvudutställningen.
Projektbeskrivningen sammanfattade arbetet med Blod och andra band på det här viset: A. En vandringsutställning, den så kallade huvudutställningen. B. Tre utställningstorn för placering i offentliga miljöer, den så kallade satellitutställningen. C. Den kombinerade turnén för huvudutställningen och satellitutställningen, som drevs som ett gemensamt projekt.

### Huvudutställningen
Utställningen Blod och andra band krävde en total utställningsyta på cirka 200 kvadratmeter – 150 kvadratmeter för huvudutställningen och cirka 50 kvadratmeter för satellitutställningen. Formen på huvudutställningen var ett verk av Filippa S. Karlsson och innehållet sorterades upp i följande kategorier:
- Hjärtat, som symbol för livets förutsättningar – vätskan blod med funktion och beståndsdelar, men också betydelsen av sociala relationer.
- Blodet i kroppen. Här belystes blod i relation till den enskilde individen, bland annat med hjälp av personliga berättelser. Berättelserna behandlade bland annat hiv-smitta, menstruation och blodfobi.
- Blodsband och andra sociala band, bland annat gestaltade av ett träd som fick symbolisera människans behov av att se sina rötter bakåt i tiden. Här gavs exempel på hur band knyts och knyts – exempelvis genom äktenskap, vänskapsrelationer och fadderskap, skilsmässor, adoption och död.
- Folk och länder. En del av utställningen för gestaltning av medborgarskapsprinciper, bland annat FN:s deklaration om mänskliga rättigheter, hur gränser konstrueras mellan nationer och folkslag.
- Golvmontrar, som belyste andra former av fenomen relaterade till blod – exempelvis nattvard, olika former av blodsugare i naturen, mat och slakt.[7][9]

Det fanns också möjlighet för den lokala utställaren/arrangören av Blod och andra band att bidra med ett lokalt perspektiv på olika frågor. Plats fanns redan avdelad för lokala bidrag i två av tre runda montrarna – stationer – som ingick i utställningen, och som handlade om blod ur olika synvinklar. Lokalmaterialet skulle hamna i de montrar som behandlade ”Rötter i världen” och ”Vad är ett folk?”. Den första av de två stationerna (station nummer 2) – med plats för lokalt material – skulle behandla vilken kunskap som fanns om rötter till släkt och förfäder, men också om svenskar med rötter i andra delar av världen. Skaparna bakom utställningen ville ha ett lokalt bidrag som bestod av ett fotografi från den aktuella visningsorten i storleken 60 gånger 60 centimeter och en text på högst 1 200 tecken, inklusive blanksteg, till höger om bilden. Bild och text skulle skildra hur det mångkulturella samhället såg ut på visningsorten och hur det gick till att skaffa sig nya rötter där. Lokalbidrag två (station nummer 3) skulle bestå av bild- och textporträtt av personer på orten. Utrymme var avdelat för 11 bilder i färg och storlek 10 gånger 15 centimeter och tillhörande texter med bildens plats och datum – storlek 10 gånger 15 centimeter, 24 tecken inklusive blanksteg. Materialet som den lokala utställaren tog fram monterades professionellt av Riksutställningar i den fasta delen av utställningen.

### Satellitutställningen
Den mindre utställningen bestod av tre torn som vart och ett behandlade blod ur olika perspektiv. Ett av tornen innehöll information om sjukdomarna hiv/aids, ett annat torn behandlade frågor som rörde familjebildning. Det tredje tornet handlade om blodet i människokroppen. Den sammantagna målsättningen med satellitutställningen var att komplettera huvudutställningen, men också ifrågasätta vad som allmänt anses vara ”normalt” i ett samhälle.
I satellitutställningen ingick även tio kortfilmer som innehöll intervjuer med personer som på ett eller annat sätt hade erfarenhet av hiv.
Satellitutställningen fick ett särskilt musikstycke komponerat av Pelle Halvarsson. Stycket spelades upp på dvd-spelare kopplad till utställningens monitorer. Fyra dagar fick Pelle Halvarsson på sig för uppdraget, påbörjat 2003-11-10 och avslutat 2003-11-14, två dagar för inspelning och 2 dagar för genomgång och redigering.
I samband med utställningsproduktion och turnéläggning fanns ett fokus på det så kallade mångfaldsperspektivet, vilket tog sig olika uttryck. Blod och andra band visades bland annat i förortsområden. Begreppet normalitet ifrågasattes genom att ge olika perspektiv på vad substansen blod innebar. Syftet var att på så vis belysa begreppen delaktighet och utanförskap. Jämställdhet mellan könen hos produktionspersonalen var ett annat fokusområde. Projektgruppen för produktion bestod av 75 procent kvinnor och 25 procent män. Fördelningen i projektgruppen för turné gav balansen hälften kvinnor, hälften män.

### Produktionsgrupp
Ansvariga för utställningens olika delar:

#### Projektgrupp huvudutställning
- Projektledare/innehållsansvarig: Helena Herlitz (Mångkulturellt centrum).
- Formgivare: Filippa S. Karlsson.
- Turnéansvarig: Helene Larsson (Riksutställningar).[15][16]

#### Projektgrupp satellitutställning och ombyggnation av huvudutställning
- Projektledare/turnéansvarig: Helene Larsson (Riksutställningar).
- Ansvarig utställningstekniker: Jan Ohlin (Riksutställningar).
- Innehållsansvarig: Helena Herlitz (Mångkulturellt centrum).
- Formgivare: Filippa S. Karlsson.[15][16]

#### Projektgrupp turné
- Projektledare turné: Helene Larsson (Riksutställningar).
- Ansvarig utställningstekniker: Jan Ohlin (Riksutställningar).
- Programansvariga/ansvariga idéseminarium: Helene Larsson (Riksutställningar), Mikael Moberg (Mångkulturellt centrum), Expoteket (Riksutställningar)
- Marknadsförare: Anneli Strömberg (Riksutställningar), Katrin Holmberg (Mångkulturellt centrum).[15]

#### Personella resurser utöver projektgrupp
- Transport: Transportavdelningen (Riksutställningar).
- Administration: Administrativa avdelningen (Riksutställningar).
- Pedagogik: Shahla Mohebbi (Mångkulturellt centrum).
- Dokumentation: Ann Pettersson (Mångkulturellt centrum).
- Grafisk formgivare trycksaker: Jonas LIndkvist.[15]

#### Övriga medverkande
- Textförfattare: Ingrid Ramberg
- Fotograf: Karin Riikonen.[16]
- Styrgrupp: Mats Widbom (Riksutställningar), Leif Magnusson (Mångkulturellt centrum).[17]

## Turné
Huvudutställningen hade premiär i Mångkulturellt centrums nya lokaler i Fittja gård, Botkyrka, 5 april 2003. Visningen pågick till 6 januari 2004 innan turnén tog vid, som varade från mars 2004 till 2005. De tre utställningstornen, satellitutställningen, startade sin turné i södra Storstockholm i november 2003. Tanken var sedan att satellitutställningen skulle placeras på så vis att den samverkade med och kompletterade huvudutställningen, exempelvis vid bibliotek, teatrar eller torg. Premiären för de båda utställningarna tillsammans sammanföll med turnépremiären för huvudutställningen, som ägde rum på Värmlands Museum i Karlstad 27 mars 2004. Inför visning på varje ort arrangerade Riksutställningar och Mångkulturellt centrum ett idémöte med huvudarrangören och andra intressenter, ett halvår till ett år före visningsdatum. Mötena skulle bidra till att knyta nätverk och utveckla programverksamheten på de aktuella utställningsplatserna. Genomförandet av de olika kringarrangemangen var de lokala utställarnas ansvar.
Satellitutställningen av Blod och andra band turnerade från 2003-11-19 och var turnélagd till och med 2005-05-18. Det beslutades om upplösning (avslutning) från och med 2006-04-18. Orsaken till upplösningen angavs till följande i beslutet: ”Förlängd turné över sommaren 2005 avböjdes eftersom tekniken (dvd-spelarna) i utställningstornen börjat krångla och det var svårt att garantera underhåll under semestertider”.
Här nedan listas de orter som Blod och andra band visades på under sin turné över Sverige. Till Uddevalla och Varberg kom enbart huvudutställningen, eftersom satellitutställningen slutade turnera i maj 2005.

### 2004
Värmland 23/3-2/5:
- Karlstad, Värmlands museum 27/3-2/5 (Huvudutställning).[22][23]
- Säffle 23/3-7/4 (Satellitutställning).
- Arvika 7/4-22/4 (Satellitutställning).
- Sunne 22/4-2/5 (Satellitutställning).[22]

Därefter:
- Uppsala, Upplandsmuseet 4/9-17/10 (Huvudutställning och satellitutställning.)

### 2005
Västerbotten 26/10 (2004)-12/1:
- Umeå, Västerbottens museum 30/10 (2004)-9/1 (Huvudutställning).
- Åsele, Centralparken 26/10-15/11 (2004) (Satellitutställning).
- Vilhelmina, Folkets hus 16/11-5/12 (2004) (Satellitutställning).
- Skellefteå, Möjligheternas torg 6/12 (2004)-12/1 (Satellitutställning).[24]

Södermanland 17/1-9/3:
- Nyköping, Sörmlands museum 22/1-6/3 (Huvudutställning.)
- Katrineholm 17/1-6/2 (Satellitutställning).
- Strängnäs 7/2-20/2 (Satellitutställning).
- Eskilstuna 21/2-9/3 (Satellitutställning).[25]

Jämtland/Härjedalen 3/4-18/5:
- Östersund, Jamtli/Jämtlands läns museum 3/4-15/5 (Huvudutställning).
- Hammarstrand 30/3-17/4 (Satellitutställning).
- Strömsund 18/4-1/5 (Satellitutställning).
- Sveg 2/5-18/5 (Satellitutställning).[26]

Därefter:
- Uddevalla, Bohusläns museum 4/6-30/10 (Huvudutställning).[27]

### 2006
- Varberg, Varbergs länsmuseum 29/1-2/4 (Huvudutställning).[28]

## Reaktioner
Svenska Museer, nr 2, 2003:
Den 5 april slog Mångkulturellt Centrum i Botkyrka utanför Stockholm upp portarna för sin nybyggda utställningshall. I och med invigningen öppnade utställningen ”Blod och andra band”, producerad av MKC och Riksutställningar. Utställningen som pågår t.o.m. 6 januari 2004, tar utgångspunkt i substansen blod för att närma sig frågor om bl.a. kärlek, religion, medborgarskap och rasism. I huset på 1 000 kvm finns förutom den nya utställningshallen också ett galleri – för mindre, men aktuella, utställningar – kulturpedagogisk verkstad, museibutik, kafé, bibliotek och hörsal.
Mitt i Botkyrka Salem, 2003-04-01:
När vi kliver in genom dörren slår lukten av målarfärg emot oss och överallt springer byggarbetare fram och tillbaka med ritningar och mobiltelefoner. Det är bara några dagar kvar tills det nya huset i Mångkulturellt centrum i Fittja ska stå klart. För i helgen invigs utställningshallen med pompa och ståt. Det blir dans, sång, filmvisning, föreläsningar. Och så tittar drottning Silvia in på besök. – Det har varit prat om det här nya huset så länge så det är skönt att det nu verkligen finns här, säger Helena Herlitz. Hon är projektansvarig för Blod och andra band som är den första utställningen i den nya byggnaden i Mångkulturellt centrum vid Albysjön. Utifrån temat blod har hon och hennes medarbetare funderat kring de grundfrågor som är centrala på Mångkulturellt centrum. Frågor om tillhörighet, utanförskap och vad som betraktas som normalt och inte. – Vi tyckte att blod var ett bra tema. Alla har någon relation till blod och det är något väldigt konkret, säger Helena Herlitz. I den ljusa hallen möts besökaren av ett gigantiskt pumpande hjärta som består av luftmadrasser och ljuslådor. Lite längre in står tre svampliknande ställningar i trä. Det är en kulturvetenskaplig blodutställning med montrar som innehåller allt från leverpudding, bröllopspar och förbandslåda till nattvardskalk. – Blod är livsviktigt för oss men det krävs också sociala band för att leva, säger Helena Herlitz. I den första svampen är det förhållandet individen och blodet som visas upp. Det handlar om menstruation, klimakteriet, åderlåtning och smittat blod. Temat för den andra svampen är relationsparet människan-familjen. Där finns bland annat ett anträd som visar på blodsbanden och en illustration av hur dagens komplicerade familjeband kan se ut, med bonusbarn och bonusföräldrar. Det finns också en uppsjö av berättelser av ungdomar i Fittja. – De berättar hur de gjort Fittja till sitt, om hemliga platser som bara är deras och hur även platser blir en del av de band som binder oss till ett ställe, säger Helena Herlitz./.../
Svenska Dagbladet, 2003-04-04:
/.../I det nya kulturhuset, som har bekostats av Botkyrka kommun, finns galleri, kafé, hörsal och bibliotek. Dessutom finns en stor utställningshall som öppnar med utställningen ”Blod och andra band”. Den sträcker sig från att berätta konkret och naturvetenskapligt om substansen blod till att problematisera begrepp som kärlek, religion, medborgarskap och rasism. Utställningen kopplar samman natur och kultur och syftet är att den ska förändra sättet att tänka om människor. – Det är en styrka att både människan och landet tas upp i samma utställning. Jag har saknat en kunskapsutställning som belyser båda dessa aspekter på identitetsskapande. Vi vill visa att det inte finns några grunder för våra fördomar om andra kulturer, säger Leif Magnusson. I galleriet finns en utställning om anatoliska kurder, vilka utgör en stor del av de boende i Fittja. I hörsalen ska det bland annat visas filmer som belyser frågor kring mångkulturella samhällen./.../
Arvika Nyheter, 2004-04-10:
Är blod tjockare än vatten? Kan man göra uppror utan blod? Vad är en familj? Med bland annat de frågorna som bakgrund var det på skärtorsdagen vernissage på torget för/.../”Blod och andra band” inför påskflanerande Arvikabor./.../”Blod och andra band” är ett unikt utställningsprojekt. ”Satelliterna” är tre mobila utställningstorn placerade mitt i stadsmiljön. Likt satelliter cirklar de runt den samtidiga huvudutställningen med samma namn på Värmlands Museum i Karlstad. Turnén startade för snart två veckor sedan i Säffle. På skärtorsdagen invigdes den på torget i Arvika och den 22 april drar den vidare till Sunne./.../Det första tornet har temat ”Berättelser om en epidemi”. Om hiv/aids – den mest förödande sjukdomen i mänsklighetens historia; Det andra tornet ställer frågan ”Vad är en familj?”; Det tredje tornet frågar: ”Vet du vem som kan rädda ditt liv?”. Utställningen är producerad av ”Mångkulturellt centrum och Riksutställningar”. Formen med utställningstorn har bara använts en gång tidigare, då vid Riksutställningars utställning ”Toppmötet”. – Att på det här sättet möta folk på gator och torg ger en unik möjlighet för nya grupper att ta del av utställningen som medium, sa Gunilla Andersson, verksamhetschef för blodcentralerna i Värmland. På varje ort har museet ett intimt samarbete med kommunen och olika lokala föreningar och organisationer. Tillsammans anordnas en rad olika program kring utställningens teman på respektive orter. I Arvika samarbetar utställningen och Värmlands Museum utöver med kommunen även med bland andra yrkan, Arvika centrumförening, Blodgivarcentralen och Apoteket Älgen./.../
Sesam, 2003-04-15:
Den 5-6 april invigdes ett nytt kulturhus i Fittja av Mångkulturellt centrum./.../Det första som man ser när man kommer in är utställningen Blod och andra band. Den handlar om allt som har med släkt att göra. Och om blodets betydelse för livet. Den handlar också om hur olika människor lever. Det är första gången utställningen visas. Senare ska den visas på olika platser i Sverige. Den har producerats i samarbete med Riksutställningar.
Upsala Nya Tidning, 2004-10-11:
Det var blodigt värre i ABF-lokalen i Gimo i helgen. Blödande sår i pannan och på kinden, djupa jack i handleden, ymnigt näsblod och ögonskador blev resultatet när elever från Bruksgymnasiet fick en halvdags lektion i teatersminkning. Kursen, med namnet Splatter – teatersminkning för ungdomar, är en del av det digra programmet kopplat till Upplandsmuseets utställning Blod och andra band. Därav den blodiga inriktningen på teatersminkningen./.../Intresset för programmet runt utställningen Blod och andra band i Gimo har varit varierat. – Till biblioteket har det kommit väldigt mycket folk, till annat har det varit lite mindre. Men det känns väldigt positivt att vi fått hit en sådan här händelse till Gimo, jag tror det har varit mycket uppskattat, säger Susanna Segerholm som arbetar med barn- och ungdomsfrågor på Östhammars kommuns kulturkontor. Förutom frosseriet i blödande sår på lördagen har man kunnat gå på arrangerade promenader för att få fart på blodomloppet, gå på dockteater eller på föreläsningar om blod i folktro eller om blodmat, med mera. Dessutom pågår en utställning på Gimo torg till och med den 10 oktober./.../
Västerbottens Folkblad, 2004-12-18:
Är det ditt blod som flyter på Möjligheternas torg i Skellefteå eller är det din grannes? – Tanken är att väcka frågor och diskussioner kring ämnet blod, säger Anna-Karin Larsson vid Kultur Skellefteå. Blod och andra band är en vandringsutställning i samarbete mellan Riksutställningar och Mångkulturellt centrum som turnerat runt i Sverige i år. Den finns nu i Västerbotten, där huvuddelen finns att beskåda på Västerbottens museum i Umeå. En del av huvudutställningen har vandrat runt, bland annat till Åsele och Vilhelmina. I dag har den premiär i Skellefteå. Tre röda torn med olika innebörd ska väcka våra tankar kring temat blod och andra band. Första tornet beskriver vår tids största folksjukdom hiv/aids. Det andra tornet beskriver hur en familj ser ut. Det tredje och sista tornet berättar om vem som kan rädda ditt liv.
Sveriges Radio P4 Sörmland, 2005-01-19:
På tisdagskvällen invigdes utställningen ”Blod och andra band” i Katrineholm. En utställning gjord av Mångkulturellt centrum i Botkyrka och Riksutställningar. Det är tre telefonkioskliknande torn som är uppställda på torget i Katrineholm där de som passerar kan kika in. Utställningen handlar om blod - blodgrupper, aids och blodsband, berättar Birgit Lindholm från Riksutställningar.
Folket, 2005-02-22:
Sjukdomar, släktband, liv och död. Blod kan symbolisera mycket och i Sörmlands museums nya jättesatsning Blod och andra band låter man ingen symbolik gå förlorad. – Blod är ett tacksamt ämne för att visa att det är mycket mer som förenar oss än som skiljer oss åt, säger Vedad Begovic, som varit med och arbetat fram utställningen. Utställningen Blod och andra band arbetades i sin ursprungsform fram på Mångkulturellt centrum i Botkyrka och har nu tagits upp av Riksutställningar som låter den turnera landet runt i samarbete med lokala utställare./.../Men samtidigt finns en ambulerande del i form av tre små utställningstorn som visas i flera av länets städer. När turen för den så kallade satellitutställningen nu kommit till Eskilstuna invigdes den av Astrid Trotzig, författare till den uppmärksammade boken Blod är tjockare än vatten. Boken är självbiografisk och handlar om hennes erfarenheter som adopterad./.../En del av utställningsprojektet kallas Min familj/.../består av 106 A3-papper där tredjeklassare från Eskilstuna satt sina tankar kring hur deras familjer ser ut på pränt./.../

## Ekonomi
Kostnaderna för Blod och andra band delades lika mellan Mångkulturellt center och Riksutställningar, med tillägget att Riksutställningar också ansvarade för distributionen av utställningen. De poster som parterna delade lika på var: produktion, programverksamhet, verkstadsarbeten, lönekostnader för egen personal och kostnader för försäkring och underhåll av huvudutställningens ”intitiala visning”.
En beräkning daterad 2003-06-02 gav följande produktionsbudget för projektet Blod och andra band:
- Utställningsproduktion 2003: 482 000 kronor.
- Marknadsföring 2003/2004: 34 000 kronor.
- Ombyggnation av huvudutställning till vandringsutställning 2004: 170 000 kronor.[39]
- Turné 1 ort 2003: 5 000 kronor.
- Turné 4 orter 2004: 240 000 kronor.
- Intäkter 4 orter 2004: 120 000 kronor.
- Kostnader för det som kallades Expotekets medverkan vid idéseminarier på visningsorterna 2003: 52 000 kronor.[40]

Den lokala arrangören betalade mellan 30 000 och 50 000 kronor i hyra för de båda upplagorna av Blod och andra band.